# Eduardo José Diniz Costa
Eduardo José Diniz Costa (sinh ngày 18 tháng 4 năm 1989) là một cầu thủ bóng đá người Brasil.

## Sự nghiệp câu lạc bộ
Eduardo José Diniz Costa đã từng chơi cho Gamba Osaka.

## Thống kê câu lạc bộ

### J.League
| Đội         | Năm       | J.League | J.League | J.League Cup | J.League Cup | Tổng cộng | Tổng cộng |
| Đội         | Năm       | Trận     | Bàn      | Trận         | Bàn          | Trận      | Bàn       |
| ----------- | --------- | -------- | -------- | ------------ | ------------ | --------- | --------- |
| Gamba Osaka | 2012      | 0        | 0        | 1            | 0            | 1         | 0         |
| Tổng cộng   | Tổng cộng | 0        | 0        | 1            | 0            | 1         | 0         |